# Dieter Kurth (Fußballspieler)

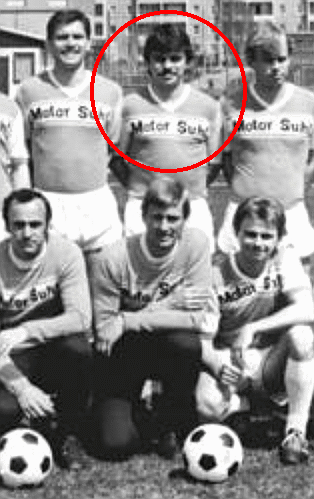
Dieter Kurth 1984

Dieter Kurth (* 15. September 1962 in Hildburghausen) ist ein ehemaliger Fußballspieler. Für die BSG Motor Suhl spielte er 1984/85 in der DDR-Oberliga, der höchsten Spielklasse des DDR-Fußball-Verbandes. Später wurde er Fußballtrainer unterklassiger Mannschaften. 
1977 meldete sich Dieter Kurth bei der Jugendmannschaft der Betriebssportgemeinschaft (BSG) Motor ESKA in seiner Heimatstadt Hildburghausen an. Bei der BSG ESKA spielte er bis zum Ende der Saison 1980/81, zuletzt in der drittklassigen Bezirksliga Suhl. Im Juli 1981 wechselte er zum DDR-Ligisten BSG Motor Suhl, musste aber schon nach vier Monaten für eineinhalb Jahre seinen Wehrdienst antreten. Zur Saison 1983/84 stand er Motor Suhl wieder zur Verfügung und wurde zu einem der Garanten für den erfolgreichen Kampf um den Aufstieg in die Oberliga. Von den ausgetragenen 30 Punkt- und Aufstiegsrundenspielen bestritt der 1,74 m große Kurth 28 Begegnungen und gehörten mit seinen zehn Treffern zu den drei torgefährlichsten Spielern der Suhler. In der Oberligasaison 1984/85 fehlte er in der Hinrunde lediglich in einer Begegnung, von den 13 Rückrundenspielen bestritt er allerdings nur acht Partien, sodass er am Saisonende 20 Oberligaeinsätze aufzuweisen hatte. Unter Erstligabedingungen kam er, überwiegend im Mittelfeld aufgeboten, in dieser Spielzeit nur zu einem Torerfolg. Torarmut war auch das Kennzeichen der gesamten Suhler Mannschaft, die in den 26 Punktspielen lediglich 16 Tore erzielte. Auf der anderen Seite kassierte sie 92 Gegentore und stieg folgerichtig als schlechteste Mannschaft der Saison nach nur einem Jahr wieder in die DDR-Liga ab. Dort spielte Kurth noch bis zum Ende der Saison 1989/90 für Motor Suhl. Über mehrere Jahre war Ernst Kurth Dieter Kurths Trainer in Suhl, beide sind jedoch nicht miteinander verwandt. Dieter Kurth nutzte die durch die 1989er Wende gewonnene Bewegungsfreiheit und spielte von 1990 bis 1995 für den VfL Frohnlach in der damals viertklassigen Bayernliga. Anschließend war er als Freizeitfußballer in Veilsdorf, Gompertshausen und Hildburghausen aktiv. In Gompertshausen nahm er auch seinen Wohnsitz. 
Während seiner Zeit im DDR-Fußball wurde Kurths Beruf als Verwaltungsangestellter angegeben, nach der Wende erwarb er die A-Lizenz als Fußballtrainer. Er trainierte zunächst den Nachwuchs der SG Unterland, es folgten Trainertätigkeiten beim TSV Bad Königshofen und beim TSV Großbardorf. In Großbardorf war Kurth von 2007 bis 2009 Trainer und führte die Mannschaft zum Aufstieg in die Regionalliga Süd. Nach einem kurzen Zwischenspiel beim Regionalligisten 1. FC Eintracht Bamberg übernahm Kurth zu Beginn der Saison 2010/11 das Training des nun in der sechstklassigen bayerischen Landesliga spielenden VfL Frohnlach. Im März 2013 kehrte er zum Bamberger Nachfolgerverein FC Eintracht Bamberg zurück, den er vor dem Abstieg aus der Regionalliga rettete. Am 19. September 2013 wurde er von seinem Posten entlassen.